# John Joachim
John Louis Joachim (8. april 1874 - 21. oktober 1942) var en amerikansk roer.
Joachim var en del af den amerikanske toer uden styrmand, der vandt bronze ved OL 1904 i St. Louis. Hans makker i båden var Joseph Buerger. Parret blev besejret af landsmændene Robert Farnan og Joseph Ryan, der fik guld, mens John Mulcahy og William Varley (også fra USA) fik sølv. Det var den eneste udgave af OL han deltog i.

## OL-medaljer
- 1904:  Bronze i toer uden styrmand